# Astragalus kiviensis
Astragalus kiviensis es una especie de planta del género Astragalus, de la familia de las leguminosas, orden Fabales.

## Distribución
Astragalus kiviensis se distribuye por Irán.

## Taxonomía
Fue descrita científicamente por Ranjbar & Rahimin. Fue publicada en Willdenowia 37: 307 (2007).